# Pédale de volume

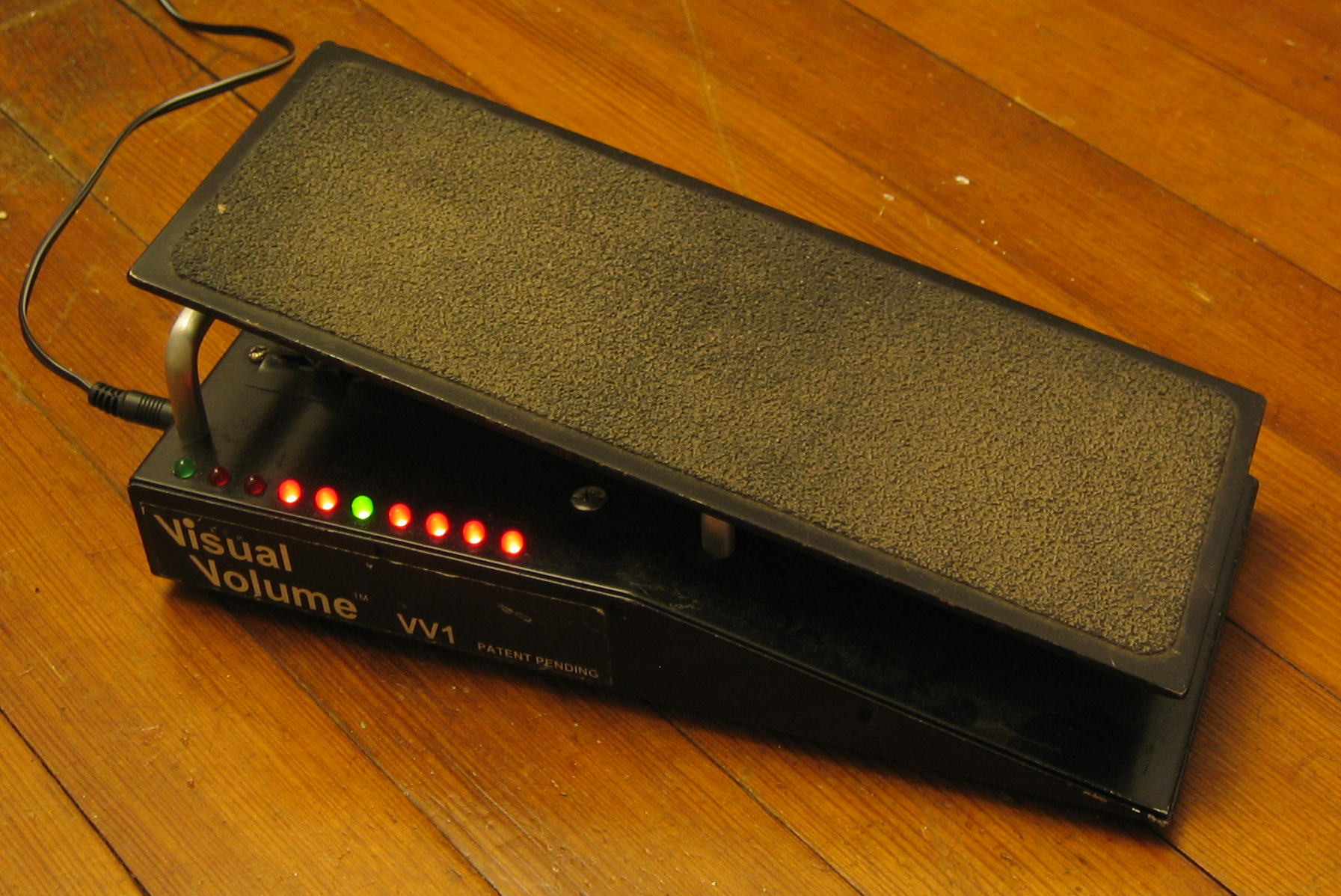
Une pédale de volume avec des leds indiquant le volume sonore.

Une pédale de volume est une pédale d'effet permettant de faire varier le volume d'un instrument amplifié (souvent une guitare électrique, un clavier, un orgue, un pedal-steel...) avec le pied.  Elle est généralement construite avec une partie fixe posée au sol et une partie pivotante (bascule), reliée à un potentiomètre. Le potentiomètre des pédales de volume est généralement logarithmique.